# Свято-Успенська Святогірська лавра
Свято-Успенська Святогірська лавра — монастир УПЦ МП у Святогірську (Донецька область). Розташований на високому крейдяному правому березі Сіверського Донця (так звані Святі гори). Окрім наземних будівель, має крейдяні печери. У лаврі зберігаються мощі преподобного Іоанна, затвірника Святогірського.

## Історія

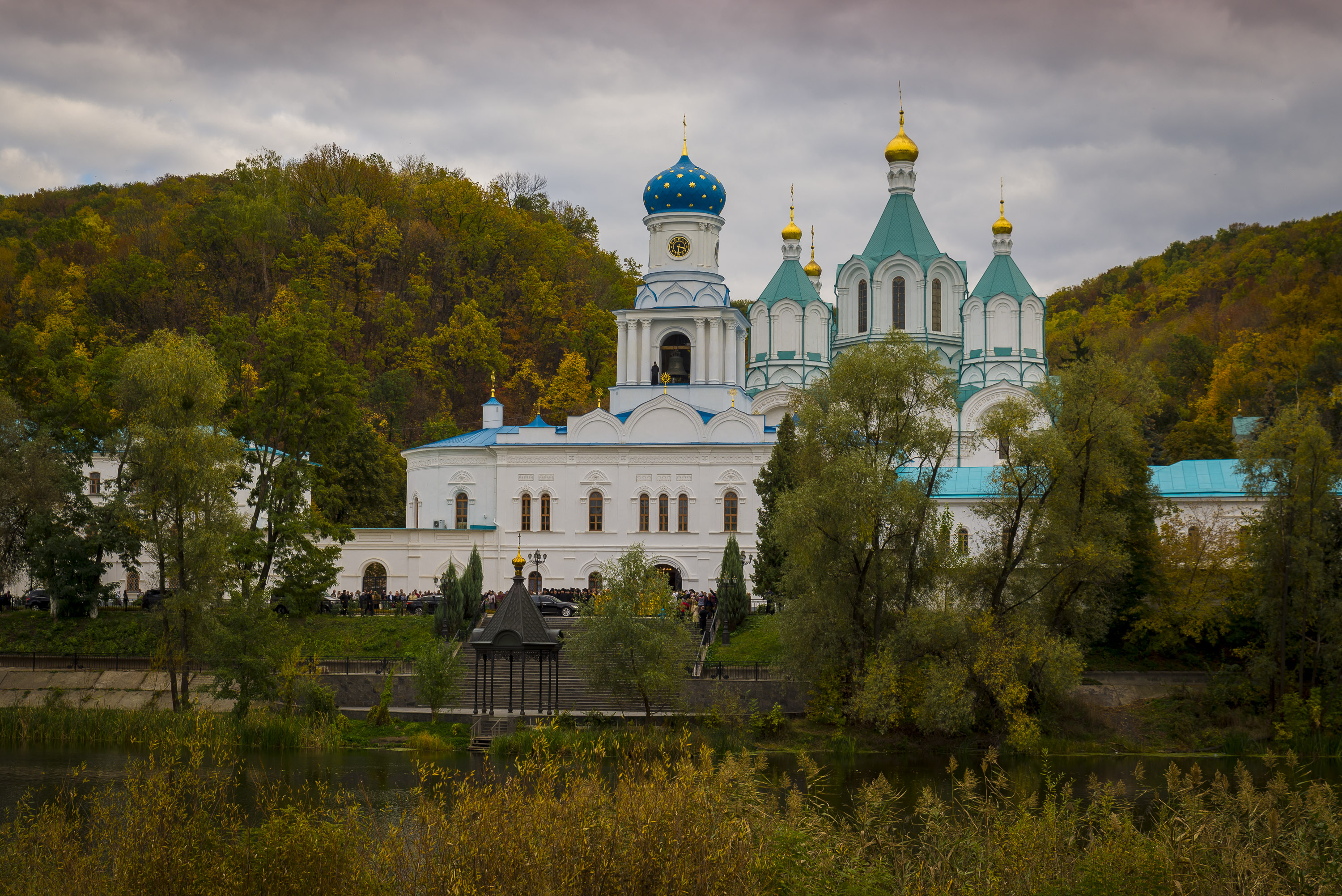
Свято-Покровська церква

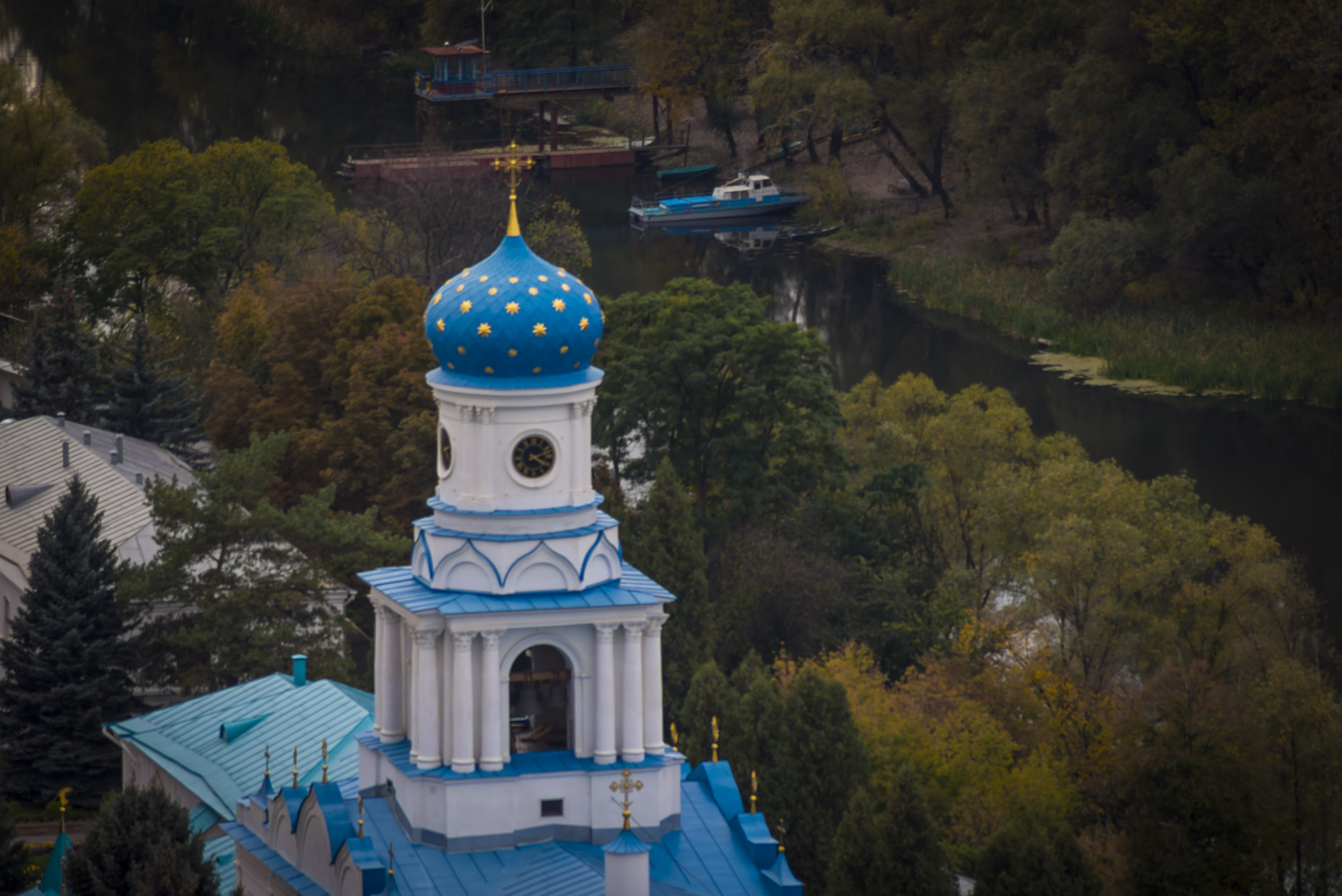
Свято-Покровська церква

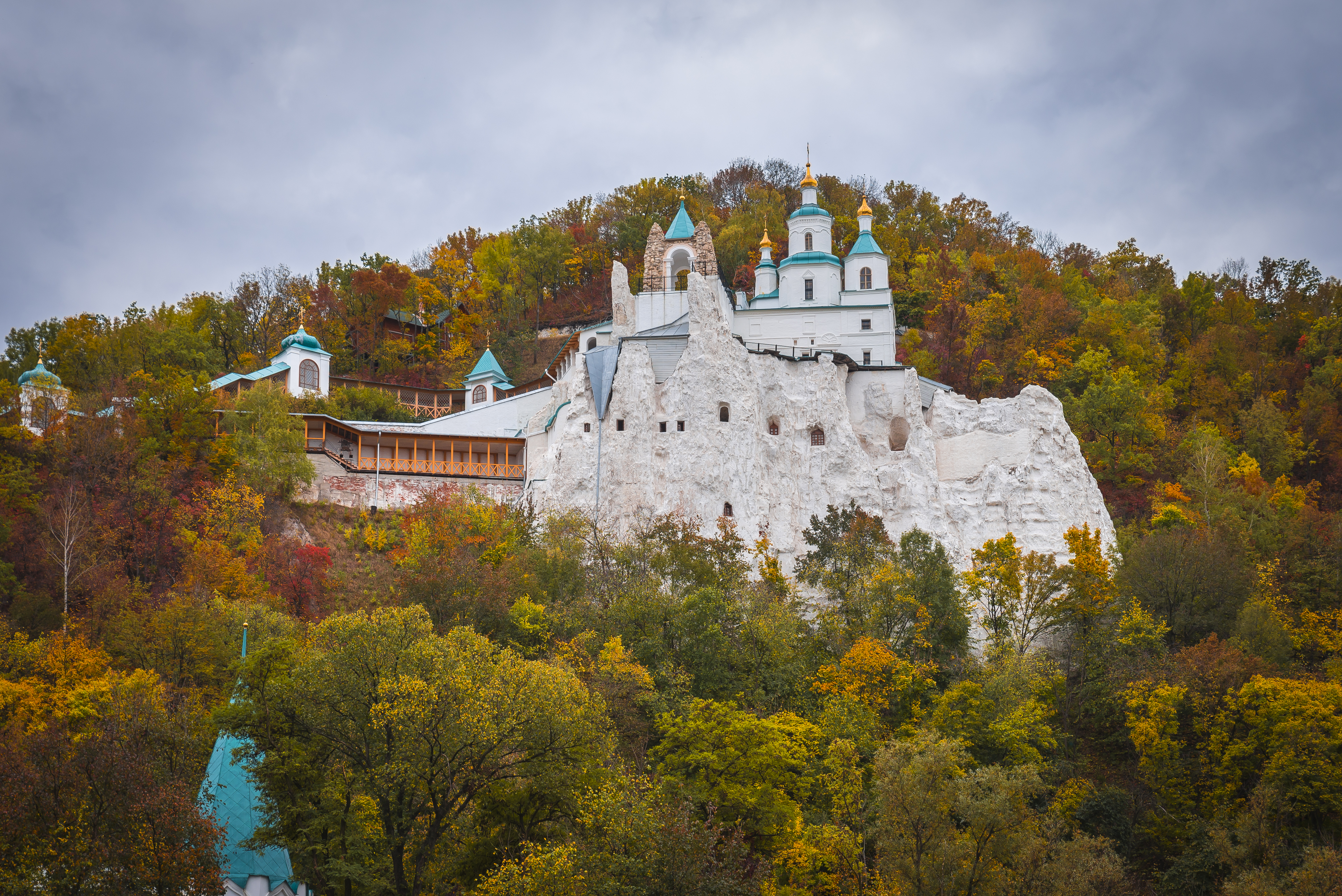
Миколаївська церква

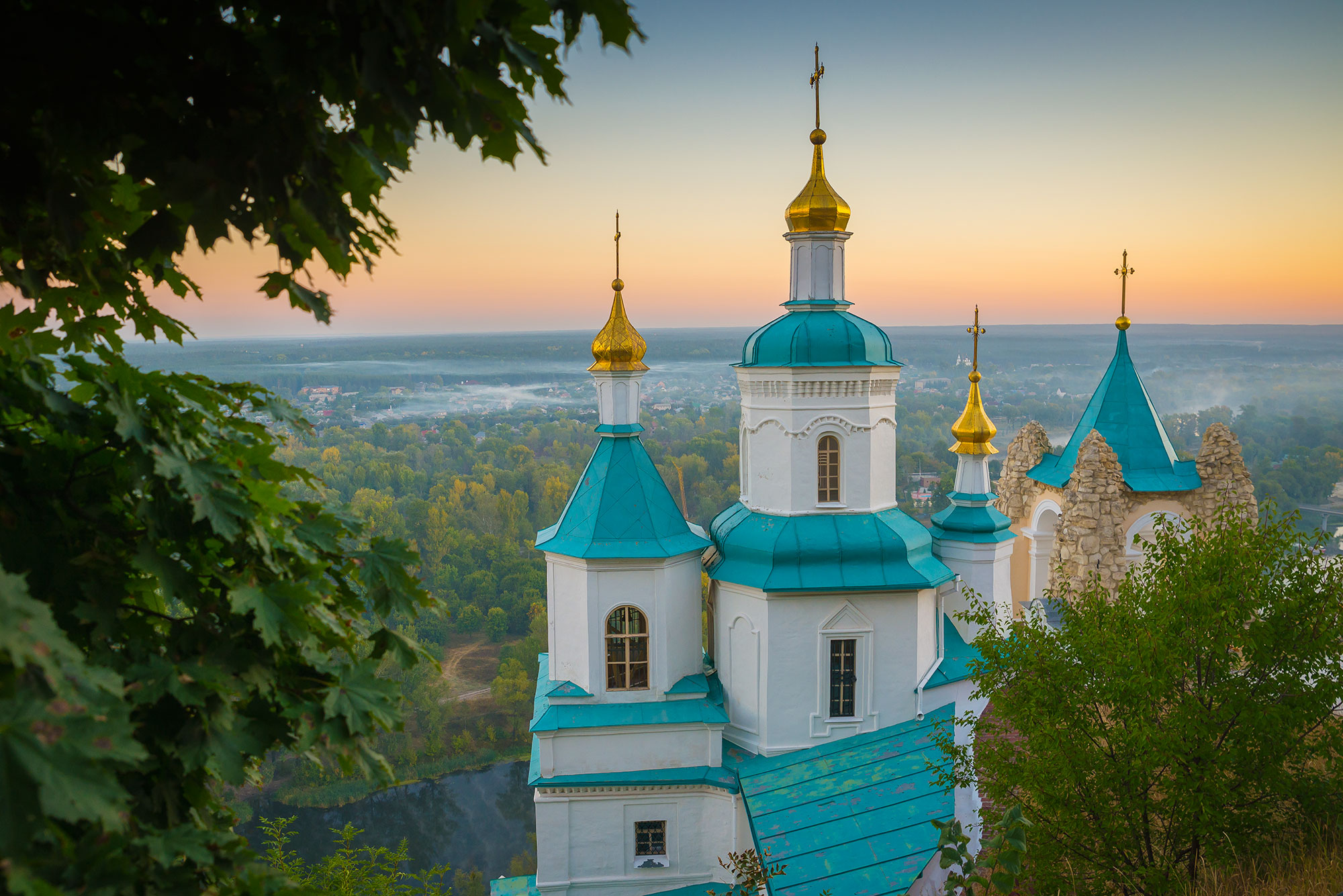
Миколаївська церква

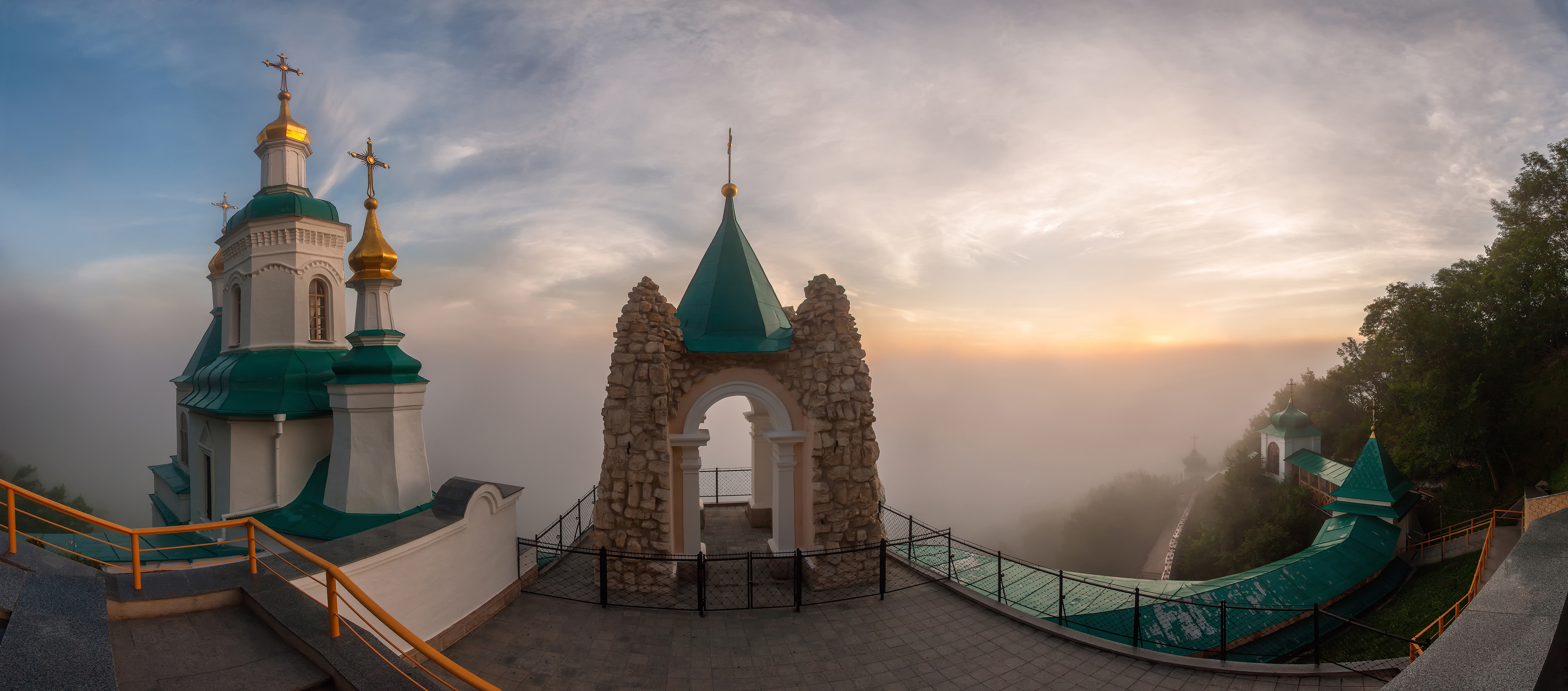
Вид на Миколаївську церкву та Андріївську каплицю

Святогірський монастир у колишньому Слов'яногірську над Сіверським Дінцем бере свій початок із часів перед татарською навалою, коли Бату-хан руйнував «матір міст руських» — Київ. Хоч перші письмові згадки про цей монастир датуються 1526 р., академік Дмитро Багалій у праці «З минулого Святогірського монастиря» писав: «Монастир, або церква, існував ще в перед-монгольський період». Перші християнські поселення, а можливо і монастир, з'явилися на цих горах ще до Хрещення Русі, коли шанувальники святих ікон були змушені залишати охоплену іконоборством Візантію та шукати притулку поза межами імперії. Частина з них переховувалася у Південній Італії, частина на Кавказі, а частина через Крим піднялася по Дону та Сіверському Дінцю. Про це свідчать древні печерні оселі на берегах цих річок та знахідки сучасних археологів.
Щоб дістатися верхівки скелі, треба пройти більш ніж кілометр печерами, які були вирубані у крейді понад тисячу років тому. Саме в цих краях у середині IX століття проповідували хозарам православну віру Кирило і Мефодій.
Про древні християнські поселення в цій місцевості свідчить і Іпатіївський літопис, у якому говориться, що в 1111 році місцеві християни зустрічали тут великого князя Володимира Мономаха. Упродовж майже всієї історії монастиря ці печери були притулком для благочестивих іноків під час гонінь.
У VIII—IX століттях тут переховувалися від іконоборців шанувальники святих ікон, у XII—XIII століттях благочестиві християни намагалися тут врятуватися від монголо-татарських орд Тамерлана, у XVI—XVII століттях монастир був форпостом на кордоні з татарським степом та католицькою Польщею. Саме сюди у ті часи переселялася братія із захопленої унією Почаївської Лаври.
Пізніше князівство Московське, яке в 1547 р. стало царством, використовувало «Святі гори» для розміщення в монастирі своєї сторожі.
Тепер господарями монастиря стали ченці Московської патріархії. Підступність московських володарів, які намагалися заволодіти не лише Святогірським монастирем, а й усіма землями вільностей запорізьких козаків, розумів слобідський полковник Іван Богун, який декілька разів намагався вигнати з монастиря царську сторожу. 1654 р. після Переяславської ради він не присягнув московському цареві.
Монастир захищали з одного боку пучини річки, з другого — глухі ліси. Це давало змогу Ізюмському полку, на території якого перебував монастир до 1764 року, успішно відбивати ворожі атаки. Зокрема, Кримська армія п'ять разів (у 1664, 1679, 1680, 1691 і 1737) нападала на нього, але не знищила його. Щоразу після нападу він відновлювався.
Після російської окупації Криму в 1788 монастир втратив військове значення. Унаслідок реформи російської імператриці Катерини II про запровадження штатів та секуляризацію церковного майна монастир було закрито, і Святі гори подаровано своєму фавориту — князю Таврійському Григорію Потьомкіну. Пізніше Святими горами володіли Енгельгардти.
Удруге відкрито монастир тільки в 1844 р. Через 15 років почалося будівництво монументального Успенського собору заввишки 53 м і завдовжки 42 м. Напроти нього вже з 1851 р. височила Покровська церква із дзвіницею, де було 8 дзвонів. Найбільший із них важив 6354 кг. У Покровський церкві містилася ризниця, бібліотека й архів монастиря. На жаль, не мав він старовинних предметів, бо їх розікрали царські чиновники, які закривали монастир у 1788 р.

### Радянський період

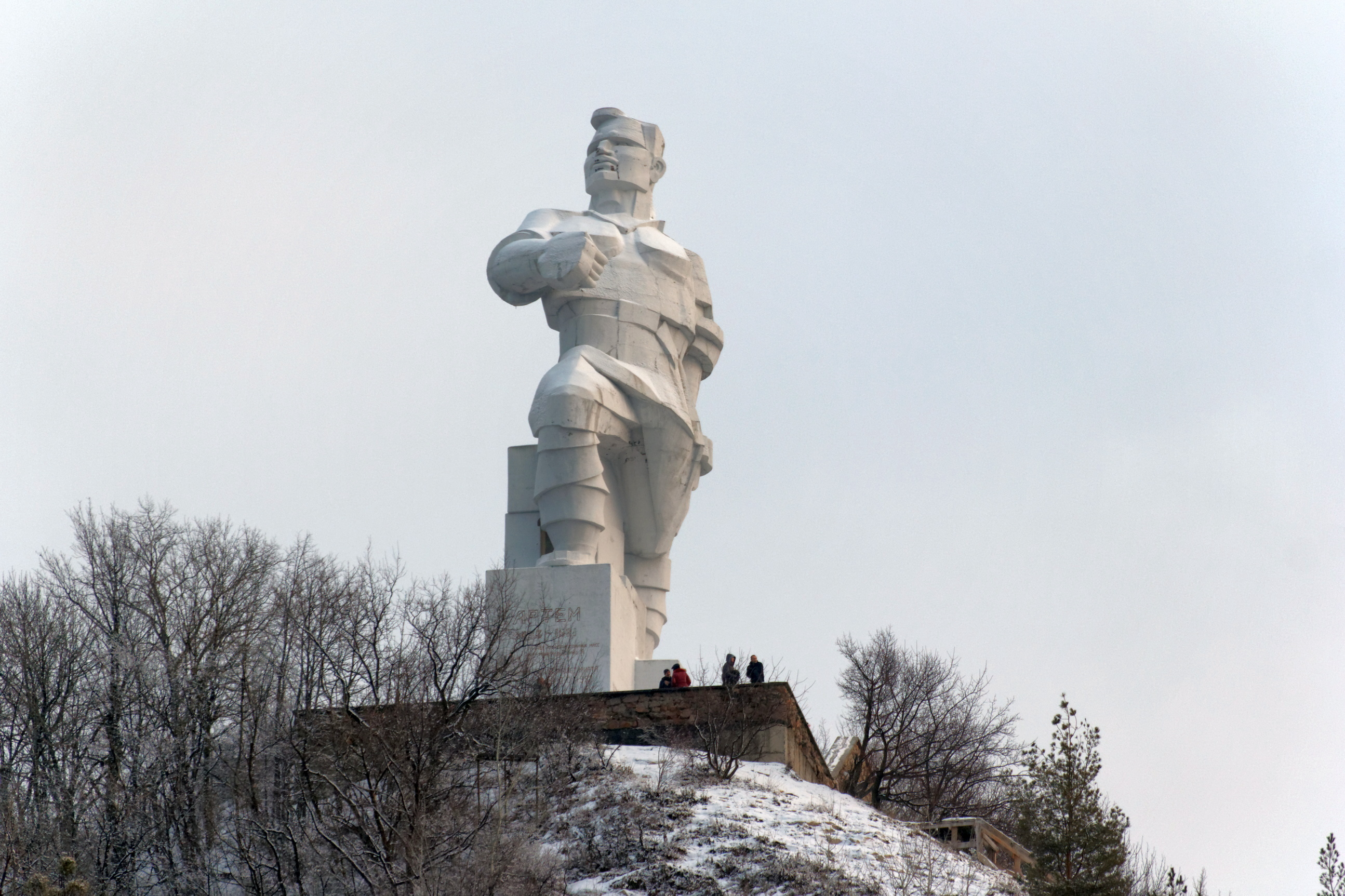
Пам'ятник Артему

Перед Першою світовою війною в монастирі проживало понад 600 ченців. Жовтневий переворот та радянська окупація перервали перебіг життя монастиря. Після проголошення 1918 року Донецько-Криворізької радянської республіки почалися утиски монастиря, що супроводжувалися святотатством, дискредитацією, знущаннями та вбивством братії. У 1918 р. кількість ченців скоротилася з 700 до 200 осіб. Щоб припинити «використовування краси природи з метою затемнення народу», голова Донецького губернського комітету Російської комуністичної партії (більшовиків) Е. Й. Квірінг постановив у жовтні 1922 перетворити всі будівлі та майно монастиря на будинок відпочинку. Успенський собор став кінотеатром.
Більшовики розорили Арсеньївський, Охтирський та Спасів монастирські скити, Зруйнували Преображенський, Всіхсвятський та Петро-Павлівський храми, а на верхівці гори поруч із монастирем установили пам'ятник революціонеру Артему. Святі Гори було названо Червоними, Святогірськ — Слов'яногірськом, а монастир — Будинком відпочинку імені Артема.
У 1980 ансамбль споруд оголошено Державним історико-архітектурним заповідником.

### Відновлення монастиря та надання статусу лаври

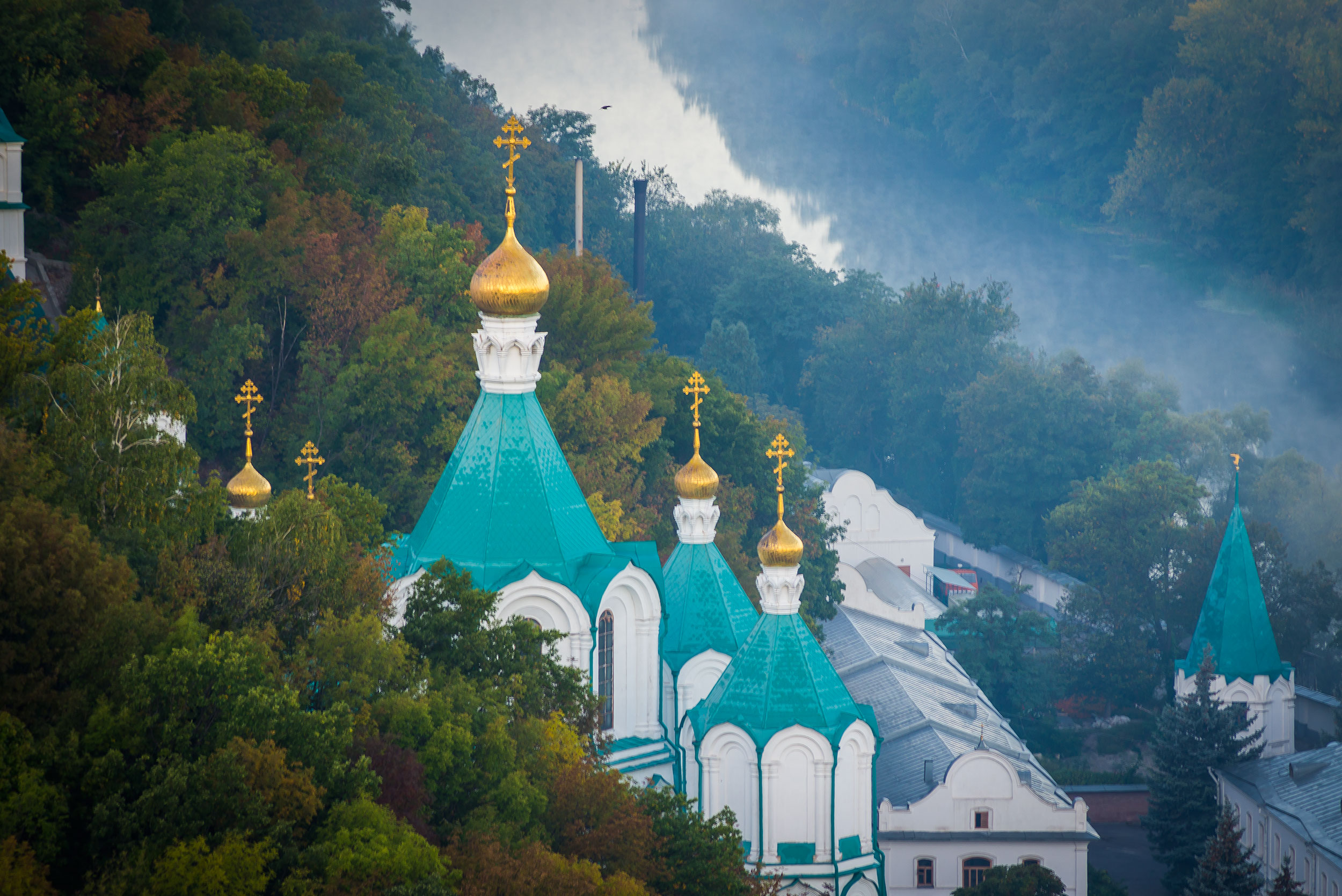
Успенський собор

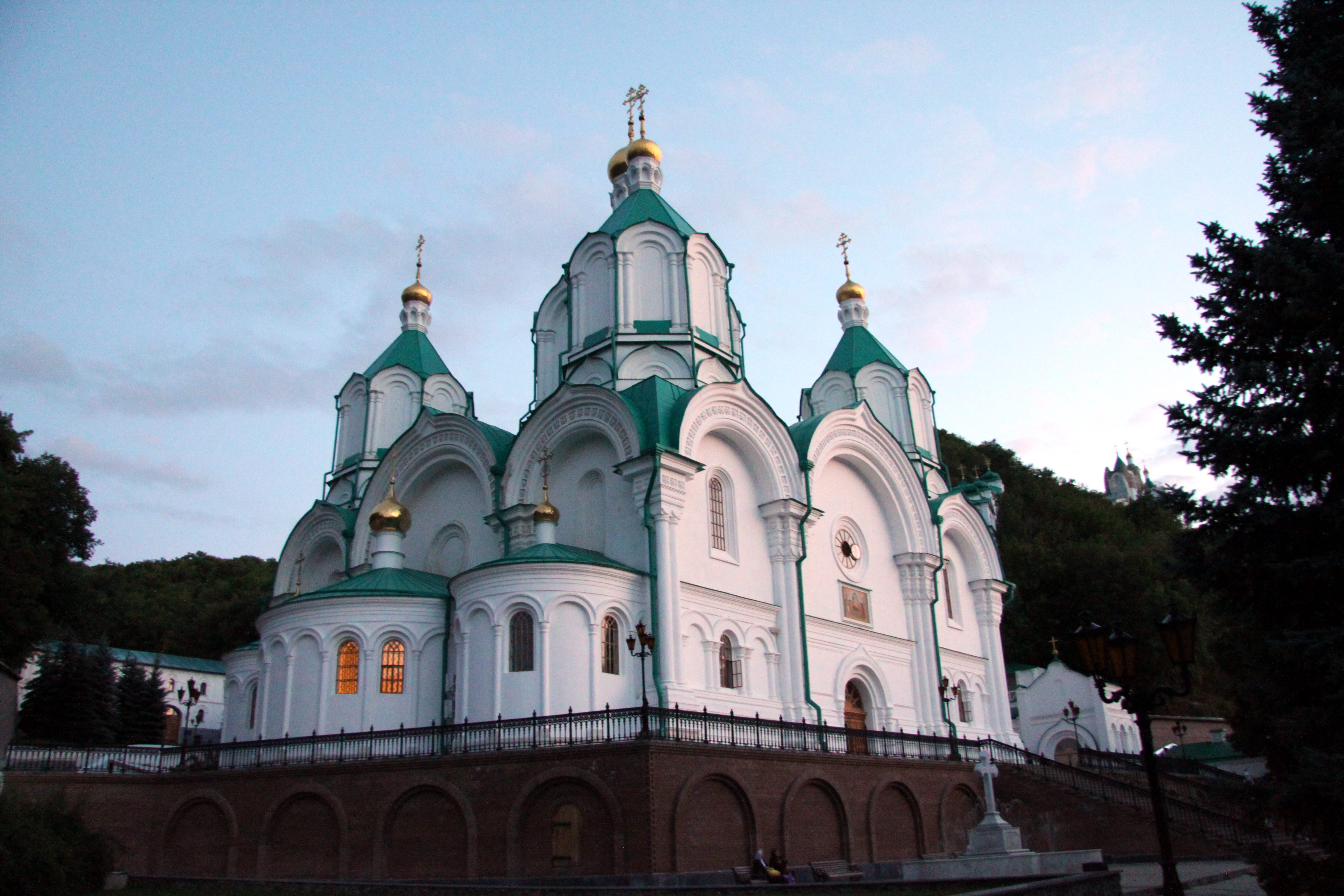
Успенський собор

Перша служба після відновлення незалежності України в Святогірській лаврі, тоді ще санаторії імені Артема, відбулась на свято Воздвиження 27 вересня 1991 року українською мовою. Зачинателями цієї події були братства Андрія Первозваного з Харкова і Слов'янська на чолі з, відповідно, Ігорем Ісіченком і Олександром Возняком.
Свято-Успенський Святогірський чоловічий монастир є значним духовним центром православної пастви сходу України, Подоння та Кубані.
Відновлювальні роботи тривали у 1992—1995 рр. У цей період збільшилася кількість братії, розпочалася реставрація та відбудова храмів та корпусів монастиря. На сьогодні відреставровано Успенський собор, монастирську дзвіницю з Покровською церквою, найдавнішим храмом монастиря на честь преподобних Антонія і Феодосія Печерських зі скитом, у якому з благословення чільного архієрея братія вдягається у стародавню форму церковного одягу. Зі стін древніх печер стерто рани богоборчої доби та відновлено храм на честь преподобного Олексія, людини Божої та храм святителя Миколая на верхівці крейдяної скелі. Оригінальною пам'яткою дерев'яного зодчества можна вважати відроджений Всіхсвятський скит із дерев'яним храмом на честь всіх святих нашої землі.
Сьогодні усі храми, печери та вцілілі будівлі повернули монастирю. Послух у монастирі несе понад сотня ченців, а тисячі прочан і туристів щодня відвідують віддалені від суєтного життя Святі Гори.
У 2004 р., заслухавши доповідь митрополита Донецького та Маріупольського Іларіона, синод УПЦ МПнадав монастирю статус лаври, його назву змінили на Свято-Успенську Святогірську лавру.
Попри заборону влади, 19 квітня 2020 року в лаврі провели службу, де перебувала велика кількість людей без масок, які не дотримувались вимог щодо дистанції. З огляду на це, поліція відкрила кримінальне провадження за ст. 325 (Порушення санітарних правил і норм щодо запобігання інфекційним захворюванням та масовим отруєнням).

### Під час російського вторгнення в Україну
2022 року лавра кілька разів постраждала від обстрілів та бомбардувань російських військ, що вторглися в Україну, на її території переховувалися сотні людей. 12 березня недалеко від входу і готелю лаври розірвалася російська авіабомба, вибивши вікна та двері в будівлях і поранивши кількох людей. 4 травня російська армія обстріляла лавру, пошкодивши гуртожиток і поранивши принаймні 7 людей. 7 травня був зруйнований Георгіївський скит лаври в селі Долина, 9 травня пошкоджений скит Іоанна Шанхайського в селі Адамівка, 12 травня — собор святих мучениць у місті Святогірськ, 17 травня знищена церква на честь ікони «Всіх скорботних Радість» Богородичного скиту в селі Богородичне. 30 травня та 1 червня були обстріляні келійні корпуси лаври. 4 червня від обстрілів згоріла головна церква Всіхсвятського скиту в селі Тетянівка. З червня до вересня Святогірськ був окупований Росією, але лавра, розташована на іншому березі річки, залишалася під контролем України і знову піддавалася обстрілам.
28 грудня 2022 року президентським указом було призупинено громадянство настоятеля лаври митрополита Арсенія (Яковенка) та ще 12 представників УПЦ МП.

Споруди лаври після російських обстрілів 2022 року
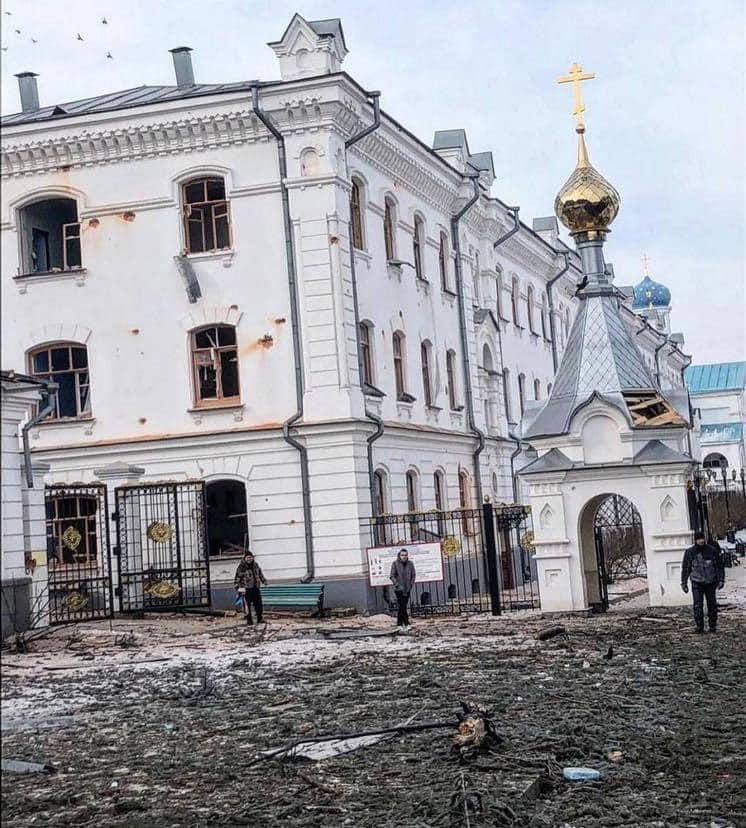
Готель
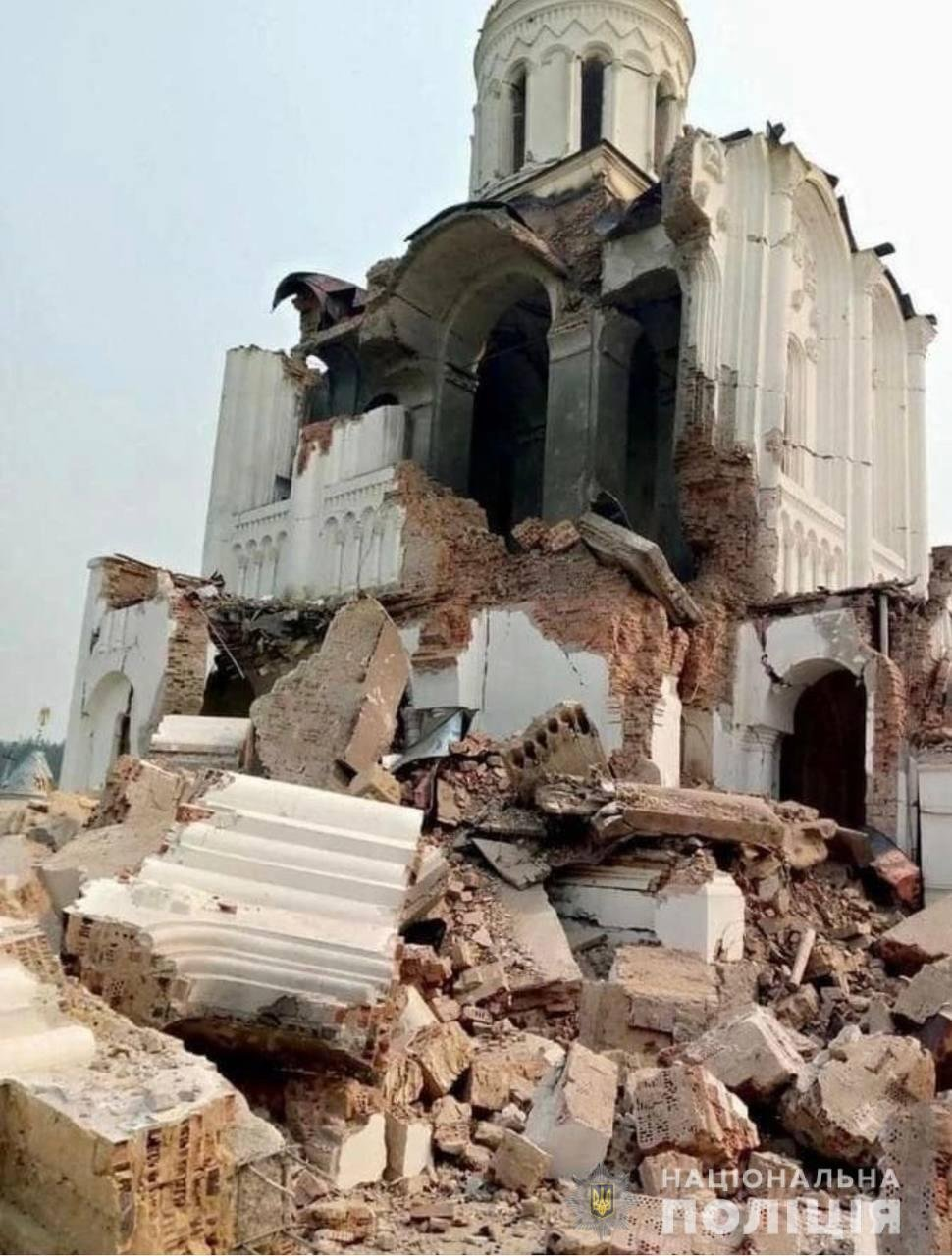
Георгіївська церква Георгіївського скиту
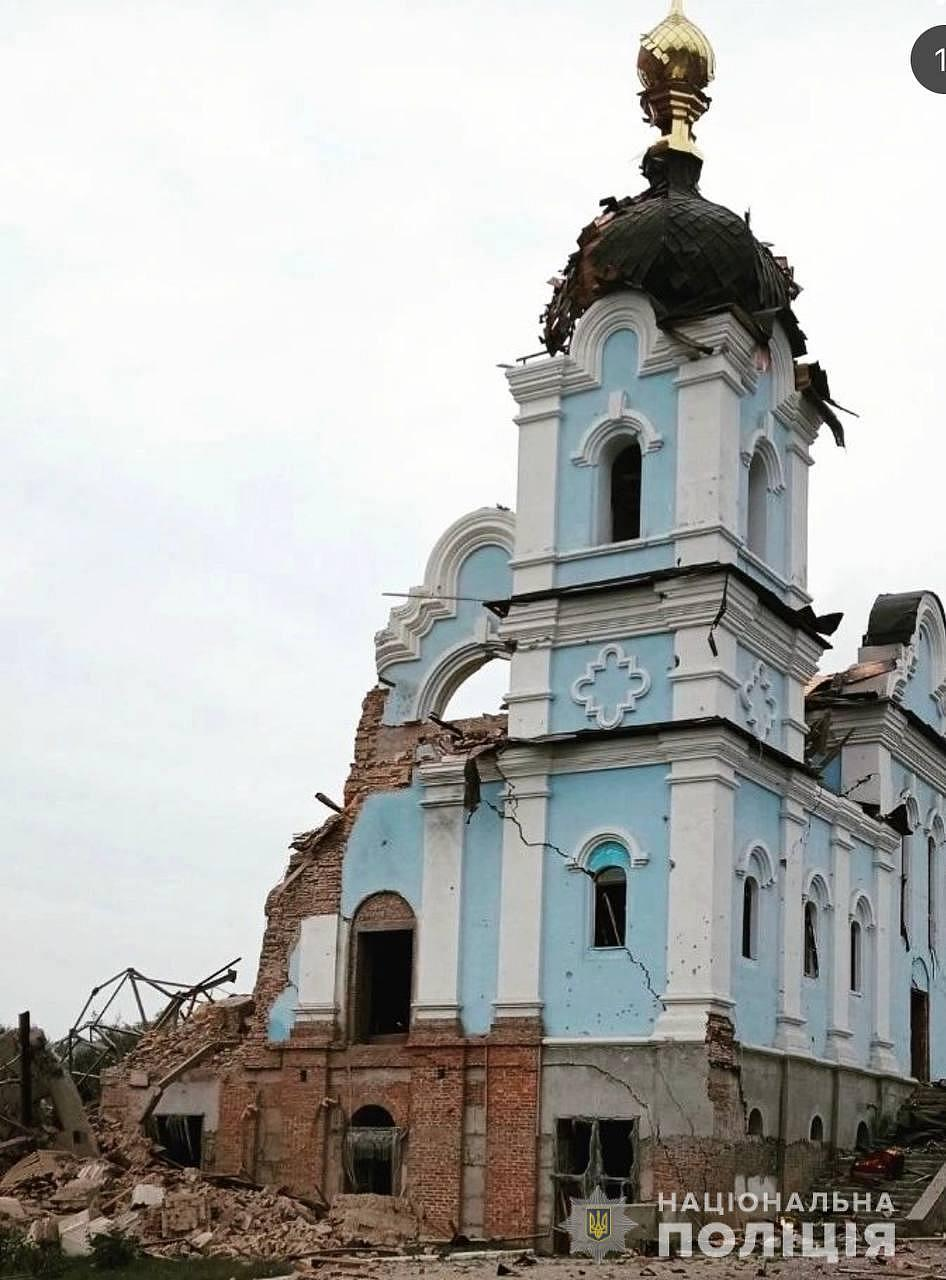
Церква ікони «Всіх Скорботних Радість»
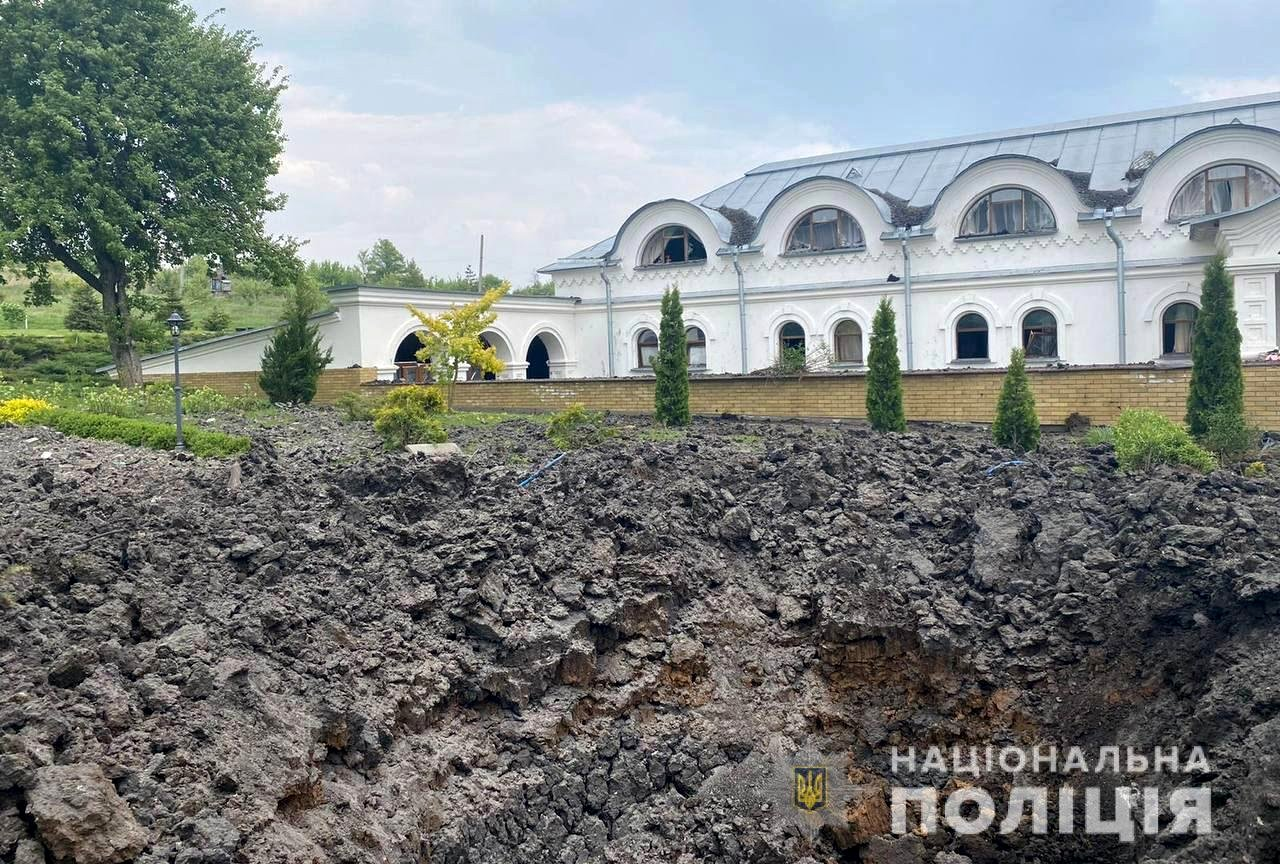
Скит Іоанна Шанхайського

## Колабораціонізм під часросійської збройної агресії проти України

### Охорона Ігоря Гіркіна у Святогірській лаврі
Під час проросійських виступів в Україні навесні 2014 р. тут помічали терористів. Тим не менше, у 2018 році у лавру православне подружжя з Вінниччини відправило сімнадцять фургонів допомоги.
Колишній ватажок терористів ДНР, ексспівробітник ФСБ Ігор Гіркін (Стрєлков) заявляв про нібито участь ченців лаври у війні на Донбасі. За його словами:
|  | Моя особиста охорона складалася з духовних синів, ченців, ієромонахів Святогірської лаври. Цілком - до останньої людини. Вона була не дуже велика, але, тим не менше, це було... Одним з підрозділів слов'янської бригади командував послушник Святогірської лаври. Причому послушник посідав досить серйозне становище у лаврі. |

Також Гіркін заявляв:
|  | З самого початку нашої «Слов'янської епопеї», як у Слов'янську, так і в Донецьку, ми постійно відчували підтримку з боку кліриків Російської православної церкви, з боку ченців. Від Святогірської лаври передусім. Вони, попри можливі репресії, відкрито їхали і благословляли ополчення. Зокрема проїжджали через українські блокпости і явно сповідували свою позицію. Мало хто знає, що Святогірська лавра закрила ворота перед Президентом Порошенком, який прилетів на наступний день після свого обрання і забажав отримати благословення від ієреїв лаври. Лавра просто не впустила його на свою територію, і Порошенку довелося давати інтерв'ю, стоячи перед зачиненою брамою монастиря. Усі священики, з якими мені доводилося зустрічатися, підтримували нашу боротьбу. Причому робили це не з національної, а з релігійної точки зору: вони розуміли, що і хто прийшов до влади в Києві. Прийшли сили, які можна назвати сатанинськими, адже всі їхні дії спочатку ґрунтуються на брехні, оскаженілій і насиченій. Сатана брехун і батько брехні! Ніщо, засноване на брехні, не може бути від Бога. |

У 2014 році в монастирі знайшли притулок 800 біженців із зони бойових дій, у тому числі 300 дітей.
12 січня 2018 року в інтерв'ю телеканалу ATR Герой України генерал-майор ЗСУ Ігор Гордійчук розповів, що, зокрема, у Святогірській лаврі клір УПЦ МП від самого початку російської збройної агресії переховував зброю й бойовиків.

### Форум «люди миру»
21 вересня 2020 року у лаврі пройшов форум «Люди миру», організований УПЦ МП. Форум підтримав кум Путіна Віктор Медведчук. До зібрання був залучений також Юрій Молчанов, який раніше заявляв, що «мутований націоналізм» призвів до розколу суспільства. Також був присутній нагороджений Путіним співак Олег Карамазов. Крім того, на форумі вірянка УПЦ МП, мешканка міста Піски, заявляла, що як тільки в звільнені Піски заходила українська армія, то українські солдати заходили в будинок і «все виносили». Також за її словами українська армія бомбила мирних жителів й порадила викопати окопи в себе вдома. У проєкті взяв участь намісник Святогірської лаври Арсеній (Яковенко), який раніше висловлював думку, що Україна почала війну з Росією.

## Структура

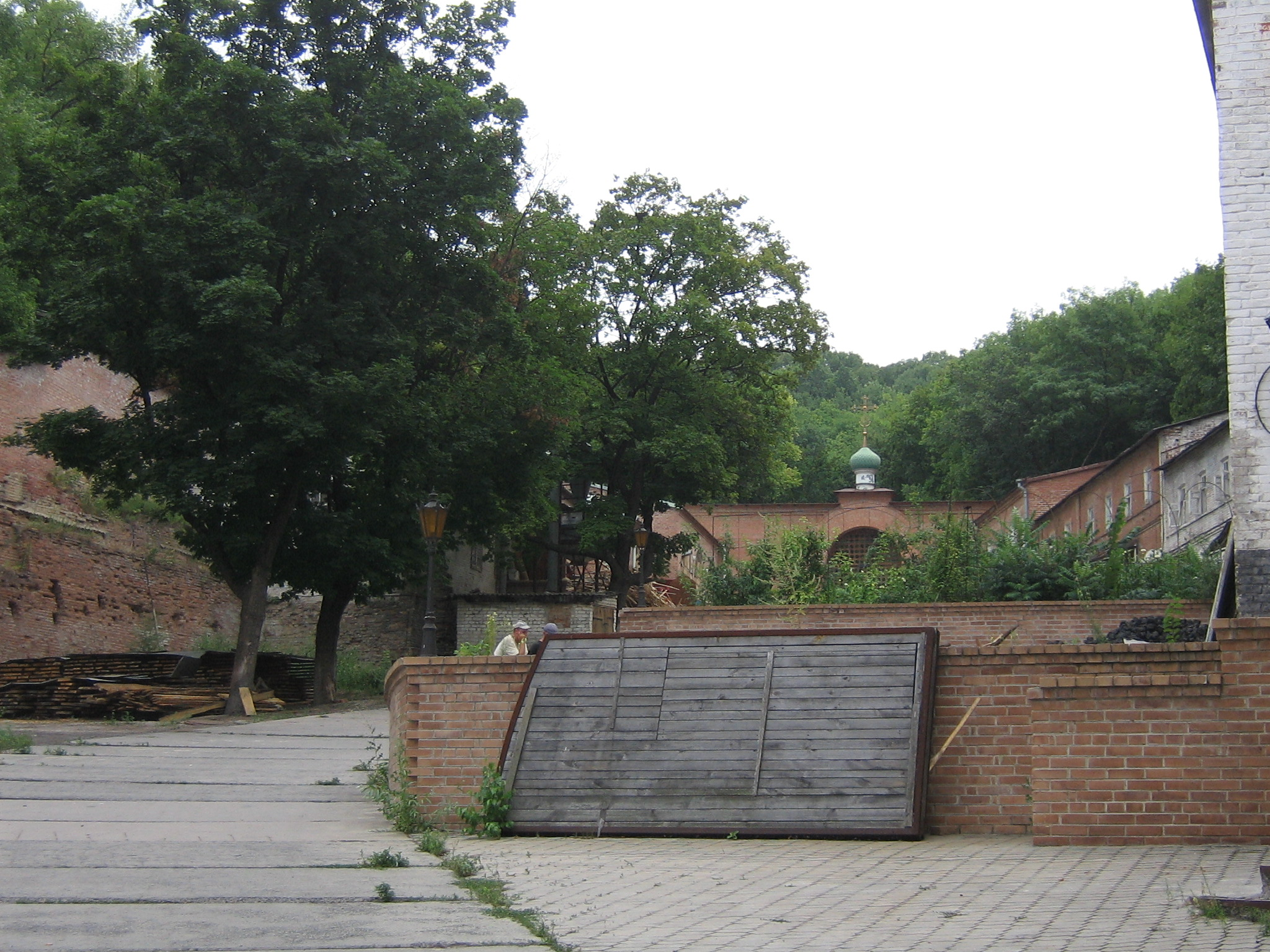
Господарчий двір

Перші ченці викопали церкви й келії в горішньому ярусі. Через маленькі віконні прорізи в них проникало світло, яке освічувало фрамугу (нішу) для ікони, вирубану в крейдяній скелі лежанку, приступку, прорізи для дверей. Келії з'єднуються з квадратним залом зі склепінням, що спирається на масивний стовп у центрі. У східній стіні ще видно сліди від іконостасу першої підземної церкви Святогірського монастиря до 1632 р. Спочатку вона називалася Успенською, потім Миколаївською, а в XIX ст. Іоан -Предтечинською.

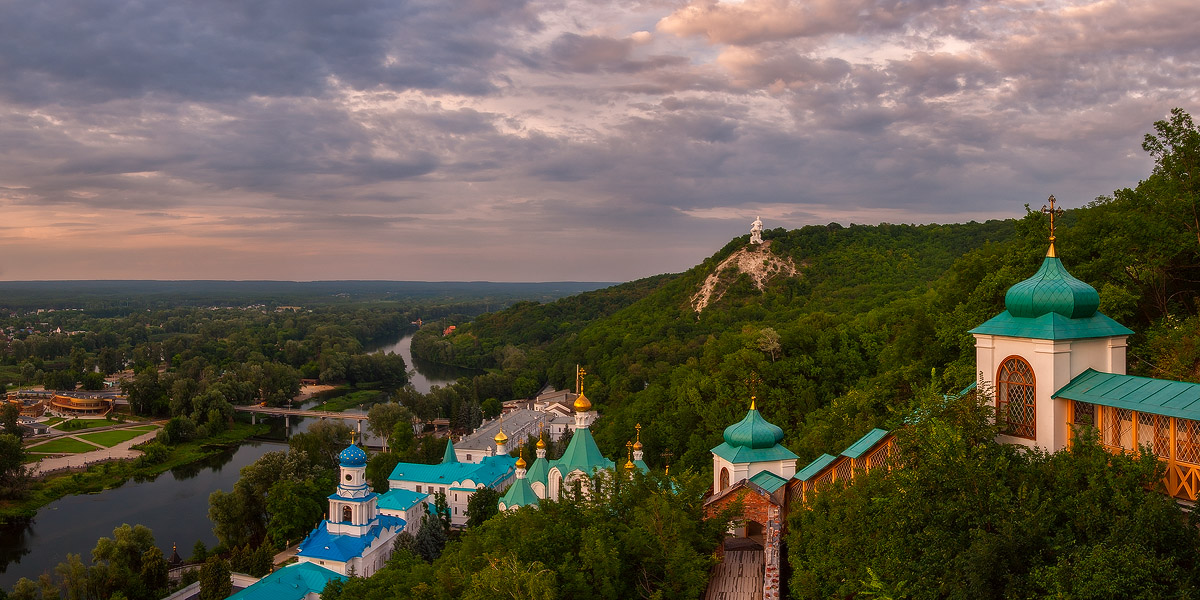
Святогірська лавра та пам'ятник Артему. Вид із майданчику біля Андріївської каплиці

Від цієї печерної церкви розгалужуються лабіринти хідників і келій. Один невеличкий хідник з'єднує її з квадратною трапезною, на північ від якої ішов хідник на горішній третій ярус печер, де була Успенська церква. Другий хідник веде до долішнього ярусу печер з Олексіївською печерною церквою висотою до 4 м. За давнім переказом саме в цій церкві ченці влаштували кімнату тортур. У 1753 р. сюди заслав царат розкольника Чекменьєва, який «сіяв між простим народом єресі». Вівтарна частина Олексіївської церкви мала форму сегментної фрамуги й була відділена від основного простору пілястрами, на які спирається арка, де кріпиться іконостас.

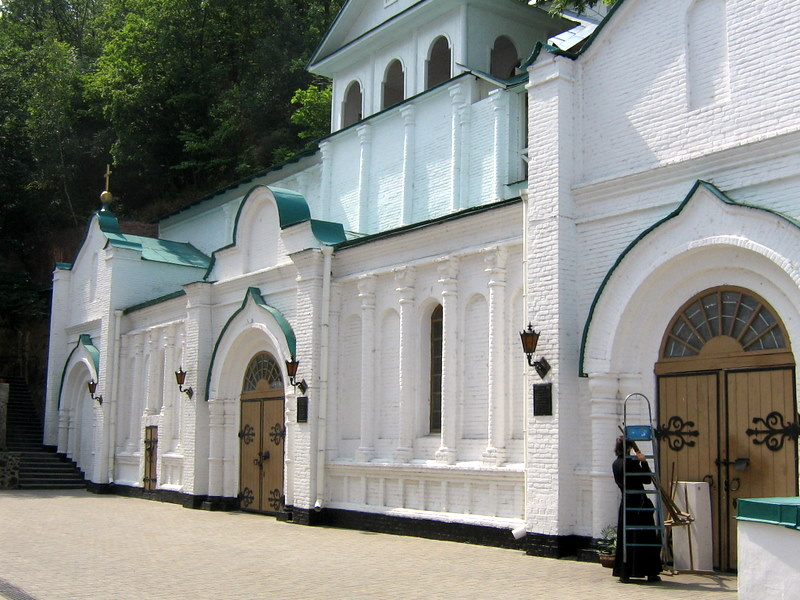
Вхід до печер

У непомітному місці всередині крейдяної гори розташована церква преподобних самітників (затвірників) Антонія і Феодосія.
Невеличкий коридор, вирубаний у лесовій породі, розгалужується на три коридори, які ведуть до головного місця у церкві. Заснували її послідовники київських ченців, які втекли сюди від Батиєвих орд. Неподалік від неї археологи знайшли посуд VIII—X ст. Можливо, тут жили ще в кам'яну добу, сюди втікали люди під час небезпеки, тут відправляли погани (язичники) й перші християни свої культові обряди.
На майданчику крейдяного стрімчака стирчать залишки трикамерної Миколаївської церкви, збудованої в Харківсько-Ізюмському стилі української архітектури. Згідно з малюнком монастиря, у 1679 р. на тому місці здіймалися три масивні крейдяні стіжки (конуси) з прорубленими віконцями. Очевидно, печерна Успенська церква під впливом природи або людини частково завалилася і оголила частину інтер'єру (внутрішнього простору). Церква не лише доповнила втрачену частину крейдяної скелі, але й стала її окрасою. Як в інших українських церквах, її бані розташовані по осі схід-захід. Українські майстри XVI—XVII ст., намагаючись надати церквам стрункішого вигляду, зазвичай ставили на восьмигранник більшого об'єму восьмигранник меншого об'єму. Над вівтарем церкви здіймається пірамідальна баня з невеличким барабаном і грушоподібною маківкою. Подібною банею увінчано західний вівтар. Центральну вежу оздоблено декоративним орнаментом із цегли по обводу (периметру) бані.

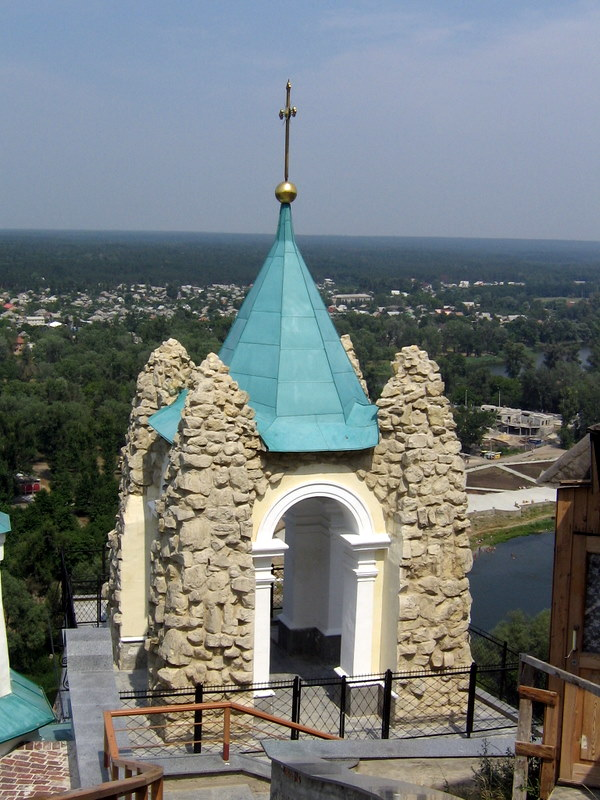
Андріївська каплиця XIX ст.
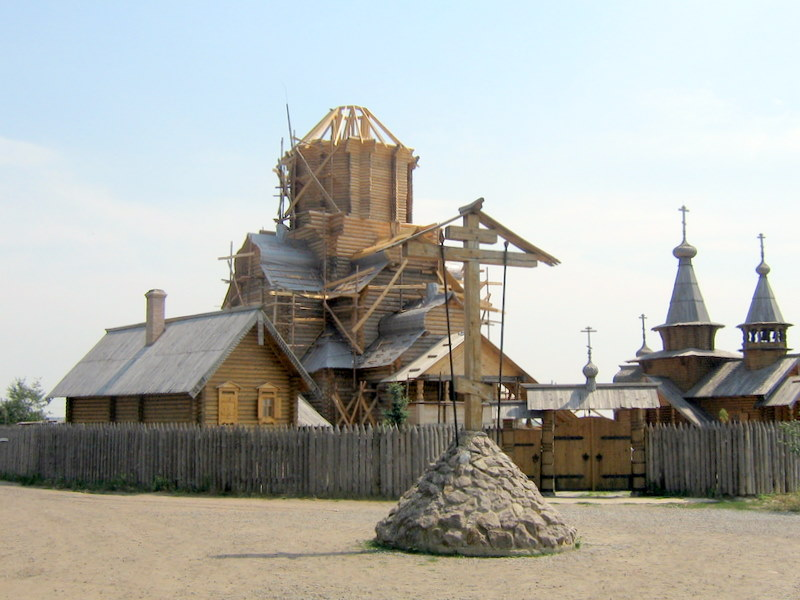
Чернечий скит
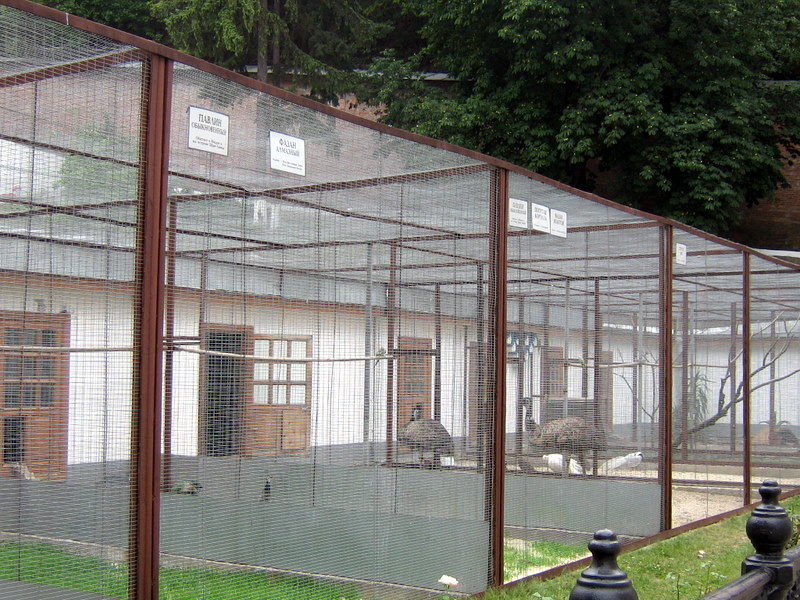
Монастирський пташник
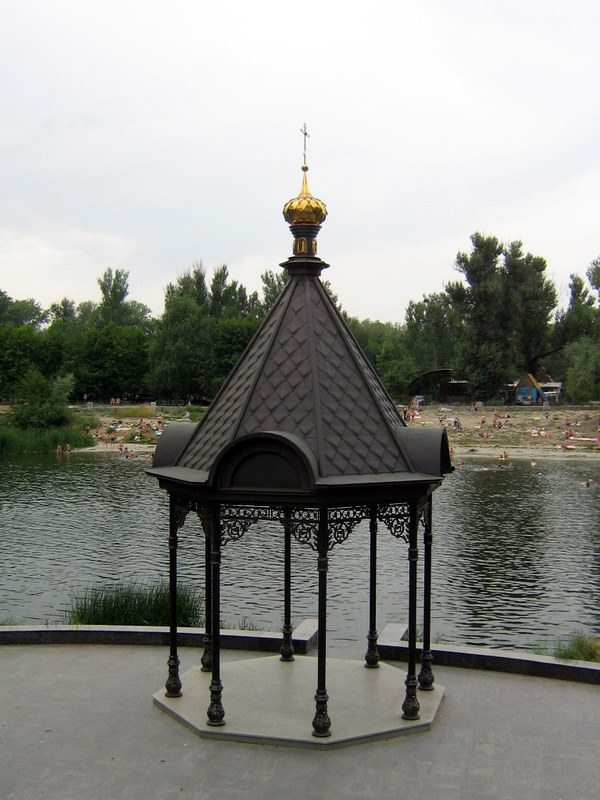
Ківорій
Святогірська Богородиця (скульптор Микола Шматько)
Схеми печер

## Святогірська Лавра у нумізматиці

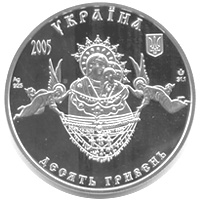
Пам'ятна монета НБУ, присвячена Свято-Успенській Святогірській лаврі (аверс)

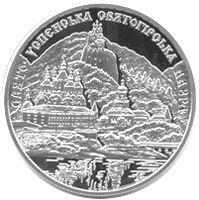
Реверс

У 2005 році Національний банк України випустив монети номіналом у 5 і 10 гривень, присвячені відомій архітектурно-історичній пам'ятці (XVII — XIX ст.) — Святогірському Успенському монастирю.
На аверсі монети зображено Чудотворну ікону Божої Матері Святогірської, по обидва боки якої два ангели тримають дари — монети, хрести, підвіски тощо, угорі на півколом напис УКРАЇНА, праворуч — малий Державний Герб України, ліворуч — рік карбування монети — 2005, знизу на півколом:
- на монеті зі срібла ДЕСЯТЬ ГРИВЕНЬ, а також позначення металу, його проби — Ag 925, маси в чистоті — 31,1 та логотип Монетного двору Національного банку України.
- на монеті з нейзильберу — П'ЯТЬ ГРИВЕНЬ; логотип Монетного двору Національного банку України.

На реверсі монети на березі річки зображено давній Святогірський Успенський монастир, розташований біля підніжжя крейдяних гір, укритих густим лісом, та вгорі на півколом напис СВЯТО-УСПЕНСЬКА СВЯТОГІРСЬКА ЛАВРА.
В обігу — монета зі срібла з 20 жовтня 2005 року, монета з нейзильберу з 8 грудня 2005 року